# Serra de Clarena
La Serra de Clarena és una serra situada entre els municipis d'Aguilar de Segarra i de Castellfollit del Boix, a la comarca del Bages, amb una elevació màxima de 799 metres.